# Mareș
Mareș – wieś w Rumunii, w okręgu Ardżesz, w gminie Albota. W 2011 roku liczyła 1211 mieszkańców.